# Danie Visser
Danie Visser (* 26. Juli 1961 in Rustenburg) ist ein ehemaliger südafrikanischer Tennisspieler. 1990 erreichte er die Spitze der Doppel-Weltrangliste.

## Leben
Visser wurde 1982 Tennisprofi und erreichte an der Seite seines Landsmanns Tian Viljoen das Doppelfinale des ATP-Turniers von München. Beide standen im darauf folgenden Jahr zwei weitere Male zusammen in einem Doppelfinale, aber erst 1985 konnte Visser seinen ersten Turniersieg feiern. Beim Turnier in Bristol gewann er zusammen mit Eddie Edwards. Im darauf folgenden Jahr konnte er seinen Titel verteidigen, diesmal mit Christo Steyn. Insgesamt gewann er im Laufe seiner Karriere 17 ATP-Doppeltitel, neun davon mit Pieter Aldrich, darunter das Masters-Turnier von Toronto und das International-Series-Gold-Turnier von Stuttgart. Weitere 25 Mal stand er in einem Doppelfinale. Seine höchste Notierung in der Tennisweltrangliste erreichte er 1984 mit Position 59 im Einzel sowie 1990 mit Position eins im Doppel.
Sein bestes Einzelergebnis bei einem Grand-Slam-Turnier war das Erreichen des Viertelfinales von Wimbledon 1985. In der Doppelkonkurrenz gewann er 1990 an der Seite von Pieter Aldrich die US Open und die Australian Open; 1993 gewann er zusammen mit Laurie Warder die Australian Open ein zweites Mal.

## Erfolge
| Legende                                                   |
| Grand Slam (3)                                            |
| Tennis Masters Cup                                        |
| ATP Masters Series (1)                                    |
| ATP Championship Series ATP International Series Gold (1) |
| ATP World Series ATP International Series (12)            |
| ATP Challenger Series (4)                                 |

| ATP-Titel nach Belag |
| Hartplatz (6)        |
| Sand (4)             |
| Rasen (3)            |
| Teppich (4)          |

### Einzel

#### Turniersiege
| Nr. | Datum          | Turnier      | Belag     | Finalgegner  | Ergebnis |
| --- | -------------- | ------------ | --------- | ------------ | -------- |
| 1.  | 11. April 1982 | Johannesburg | Hartplatz | Van Winitsky | 6:4, 6:3 |

### Doppel

#### Turniersiege

##### ATP Tour
| Nr. | Datum             | Turnier             | Belag       | Partner           | Finalgegner                         | Ergebnis           |
| --- | ----------------- | ------------------- | ----------- | ----------------- | ----------------------------------- | ------------------ |
| 1.  | 18. März 1984     | Metz                | Teppich (i) | Eddie Edwards     | Wayne Hampson Wally Masur           | 3:6, 6:4, 6:2      |
| 2.  | 23. Juni 1985     | Bristol (1)         | Rasen       | Eddie Edwards     | John Alexander Russell Simpson      | 6:4, 7:6           |
| 3.  | 22. Juni 1986     | Bristol (2)         | Rasen       | Christo Steyn     | Mark Edmondson Wally Masur          | 6:7, 7:6, 12:10    |
| 4.  | 1. Mai 1988       | Charleston          | Sand        | Pieter Aldrich    | Jorge Lozano Todd Witsken           | 7:6, 6:3           |
| 5.  | 13. August 1989   | Indianapolis        | Hartplatz   | Pieter Aldrich    | Peter Doohan Laurie Warder          | 7:6, 7:6           |
| 6.  | 1. Oktober 1989   | San Francisco       | Teppich     | Pieter Aldrich    | Paul Annacone Christo van Rensburg  | 6:4, 6:3           |
| 7.  | 29. Oktober 1989  | Frankfurt           | Teppich     | Pieter Aldrich    | Kevin Curren Eric Jelen             | 7:6, 6:7, 6:3      |
| 8.  | 28. Januar 1990   | Australian Open (1) | Hartplatz   | Pieter Aldrich    | Grant Connell Glenn Michibata       | 6:4, 4:6, 6:1, 6:4 |
| 9.  | 22. Juli 1990     | Stuttgart           | Sand        | Pieter Aldrich    | Per Henricsson Nicklas Utgren       | 6:3, 6:4           |
| 10. | 9. September 1990 | US Open             | Hartplatz   | Pieter Aldrich    | Paul Annacone David Wheaton         | 6:2, 7:6, 6:2      |
| 11. | 14. Oktober 1990  | Berlin              | Teppich     | Pieter Aldrich    | Kevin Curren Patrick Galbraith      | 7:6, 7:6           |
| 12. | 14. Juli 1991     | Gstaad              | Sand        | Gary Muller       | Guy Forget Jakob Hlasek             | 7:6, 6:4           |
| 13. | 5. April 1992     | Johannesburg        | Hartplatz   | Pieter Aldrich    | Wayne Ferreira Piet Norval          | 6:4, 6:4           |
| 14. | 26. Juli 1992     | Toronto             | Hard        | Patrick Galbraith | Andre Agassi John McEnroe           | 6:4, 6:4           |
| 15. | 31. Januar 1993   | Australian Open (2) | Hartplatz   | Laurie Warder     | John Fitzgerald Anders Järryd       | 6:4, 6:3, 6:4      |
| 16. | 23. Mai 1993      | Bologna             | Sand        | Laurie Warder     | Luke Jensen Murphy Jensen           | 4:6, 6:4, 6:4      |
| 17. | 24. Oktober 1993  | Lyon                | Teppich     | Gary Muller       | John-Laffnie de Jager Stefan Kruger | 6:3, 7:6           |
| 18. | 19. Juni 1994     | Manchester          | Rasen       | Rick Leach        | Scott Davis Trevor Kronemann        | 6:4, 4:6, 7:6      |

##### Challenger Tour
| Nr. | Datum         | Turnier       | Belag     | Partner        | Finalgegner                     | Ergebnis      |
| --- | ------------- | ------------- | --------- | -------------- | ------------------------------- | ------------- |
| 1.  | 16. Mai 1982  | Lee-on-Solent | Sand      | Tian Viljoen   | Derek Tarr Schalk van der Merwe | 6:1, 1:6, 6:3 |
| 2.  | 30. Juli 1989 | Johannesburg  | Hartplatz | Pieter Aldrich | David Adams Dean Botha          | 7:6, 6:4      |
| 3.  | 1. März 1992  | Indian Wells  | Hartplatz | Pieter Aldrich | Mike Briggs Trevor Kronemann    | 7:6, 2:6, 7:5 |

#### Finalteilnahmen
| Nr. | Datum              | Turnier                 | Belag         | Partner           | Finalgegner                      | Ergebnis      |
| --- | ------------------ | ----------------------- | ------------- | ----------------- | -------------------------------- | ------------- |
| 1.  | 23. Mai 1982       | München (1)             | Sand          | Tian Viljoen      | Chip Hooper Mel Purcell          | 4:6, 6:7      |
| 2.  | 27. Februar 1983   | La Quinta               | Hartplatz     | Tian Viljoen      | Brian Gottfried Raúl Ramírez     | 3:6, 3:6      |
| 3.  | 18. September 1983 | Palermo                 | Sand          | Tian Viljoen      | Pablo Arraya José Luis Clerc     | 6:1, 4:6, 4:6 |
| 4.  | 28. Juli 1985      | Livingston              | Hartplatz     | Eddie Edwards     | Mike DePalmer Peter Doohan       | 3:6, 4:6      |
| 5.  | 9. Februar 1986    | Toronto Indoor          | Teppich (i)   | Christo Steyn     | Wojciech Fibak Joakim Nyström    | 3:6, 6:7      |
| 6.  | 6. April 1986      | Atlanta                 | Teppich (i)   | Christo Steyn     | Andy Kohlberg Robert Van’t Hof   | 2:6, 3:6      |
| 7.  | 24. August 1986    | Cincinnati (1)          | Hartplatz     | Christo Steyn     | Mark Kratzmann Kim Warwick       | 3:6, 4:6      |
| 8.  | 12. Oktober 1986   | Tel Aviv                | Hartplatz     | Christo Steyn     | John Letts Peter Lundgren        | 3:6, 6:3, 3:6 |
| 9.  | 8. Februar 1987    | Philadelphia (1)        | Teppich (i)   | Christo Steyn     | Sergio Casal Emilio Sánchez      | 6:3, 1:6, 6:7 |
| 10. | 28. Februar 1988   | Philadelphia (2)        | Teppich (i)   | Kevin Curren      | Kelly Evernden Johan Kriek       | 6:7, 3:6      |
| 11. | 8. Mai 1988        | Forest Hills            | Sand          | Pieter Aldrich    | Jorge Lozano Todd Witsken        | 3:6, 6:7      |
| 12. | 12. Juni 1988      | Queen’s Club            | Rasen         | Pieter Aldrich    | Ken Flach Robert Seguso          | 2:6, 6:7      |
| 13. | 31. Juli 1988      | Stratton Mountain (1)   | Hartplatz     | Pieter Aldrich    | Jorge Lozano Todd Witsken        | 3:6, 6:7      |
| 14. | 15. Januar 1989    | Sydney (1)              | Hartplatz     | Pieter Aldrich    | Darren Cahill Wally Masur        | 4:6, 3:6      |
| 15. | 6. August 1989     | Stratton Mountain (2)   | Hartplatz     | Pieter Aldrich    | Mark Kratzmann Wally Masur       | 3:6, 6:4, 6:7 |
| 16. | 20. August 1989    | Cincinnati (2)          | Hartplatz     | Pieter Aldrich    | Ken Flach Robert Seguso          | 4:6, 4:6      |
| 17. | 14. Januar 1990    | Sydney (2)              | Hartplatz     | Pieter Aldrich    | Pat Cash Mark Kratzmann          | 4:6, 5:7      |
| 18. | 8. Juli 1990       | Wimbledon Championships | Rasen         | Pieter Aldrich    | Rick Leach Jim Pugh              | 6:7, 6:7, 6:7 |
| 19. | 5. Mai 1991        | München (2)             | Sand          | Anders Järryd     | Patrick Galbraith Todd Witsken   | 5:7, 4:6      |
| 20. | 12. Mai 1991       | Hamburg                 | Sand          | Cássio Motta      | Sergio Casal Emilio Sánchez      | 6:4, 3:6, 2:6 |
| 21. | 9. Februar 1992    | San Francisco           | Hartplatz (i) | Pieter Aldrich    | Jim Grabb Richey Reneberg        | 4:6, 5:7      |
| 22. | 19. April 1992     | Nizza                   | Sand          | Pieter Aldrich    | Patrick Galbraith Scott Melville | 1:6, 6:3, 4:6 |
| 23. | 8. November 1992   | Paris                   | Teppich (i)   | Patrick Galbraith | John McEnroe Patrick McEnroe     | 4:6, 2:6      |
| 24. | 31. Oktober 1993   | Stockholm               | Teppich (i)   | Gary Muller       | Todd Woodbridge Mark Woodforde   | 1:6, 6:3, 2:6 |
| 25. | 25. Juni 1995      | Nottingham              | Rasen         | Patrick Galbraith | Luke Jensen Murphy Jensen        | 3:6, 7:5, 4:6 |